# مدن اليابان الخاصة
| تقسيمات اليابان الإدارية |
| مستوى المحافظة |
| --- |
| محافظات (都道府県 تو دو فو كين) |
| مستوى أقسام المحافظة |
| فروع المحافظات (支庁 شي تشو) مقاطعات (郡 غون) |
| مستوى الحكومات المحلية |
| |
| مدن معرفة (政令指定都市 سيه ريه شي تيه تو شي) مدن نواة (中核市 تشوكاكو شي) مدن خاصة (特例市 توكو ريه شي) مدن (市 شي) أحياء خاصة (طوكيو) (特別区 توكو بيتسو كو) بلدات (町 تشو, ماتشي) قرى (村 صون, مورا) |
| مستوى أقسام الحكومات المحلية |
| أحياء (区 كو) |

المدن الخاصة (باليابانية: 特例市 توكوريه شي) في اليابان هي مدن لها تعداد سكاني على الأقل 200 ألف نسمة وتعطى بعض الصلاحيات المعطاة للمدن النواة. أنشأت هذه الفئة من المدن بموجب الفقرة 252 من القسم 26 من قانون الإدارة المحلية في اليابان. تختلف المدن الخاصة عن الأحياء الخاصة في طوكيو.

## قائمة المدن الخاصة
في عام 2007 كان هناك 44 مدينة مصنفة على أنها مدينة خاصة. القائمة التالية مرتبة بحسب تاريخ منح اللقب:
1 نوفمبر، 2000
| - فوكوي (محافظة فوكوي) - كوفو (محافظة ياماناشي) - كوره (محافظة هيروشيما) | - ماتسوموتو (محافظة ناغانو) - موريوكا (محافظة إيواته) - نومازو (محافظة شيزوكا) | - أوداوارا (محافظة كاناغاوا) - ياماتو (محافظة كاناغاوا) - كوكايتشي (محافظة ميه) |

1 أبريل، 2001
| - أماغاساكي (محافظة هيوغو) - فوجي (محافظة شيزوكا) - هاتشينوهه (محافظة أوموري) - هيراكاتا (محافظة أوساكا) - هيراتسوكا (محافظة كاناغاوا) - إيباراكي (محافظة أوساكا) - كاسوغاي (محافظة آيتشي) | - كاواغوتشي (محافظة سايتاما) - كورومه (محافظة فوكوكا) - مايه باشي (محافظة غونما) - ميتو (محافظة إيباراكي) - نياغاوا (محافظة أوساكا) - أوتسو (محافظة شيغا) | - ساسيبو (محافظة ناغاساكي) - سويتا (محافظة أوساكا) - تاكاساكي (محافظة غونما) - تويوناكا (محافظة أوساكا) - ياماغاتا (محافظة ياماغاتا) - ياو (محافظة أوساكا) |

1 أبريل، 2002
| - أكاشي (محافظة هيوغو) - أتسوغي (محافظة كاناغاوا) | - إيتشينوميا (محافظة آيتشي) - كاكوغاوا (محافظة هيوغو) | - كاشيوادا (محافظة أوساكا) - توكوروزاوا (محافظة سايتاما) |

1 أبريل، 2003
| - تشيغاساكي (محافظة كاناغاوا) | - كوشيغايا (محافظة سايتاما) | - تاكارازوكا (محافظة هيوغو) |

1 أبريل، 2004
- سوكا (محافظة سايتاما)

1 أكتوبر، 2005
- توتوري (محافظة توتوري)

1 أبريل، 2007
| - جويتسو (محافظة نييغاتا) | - ناغاوكا (محافظة نييغاتا) - أوتا (محافظة غونما) | - تسوكوبا (محافظة إيباراكي) |